# Hydroporus humilis
Hydroporus humilis är en skalbaggsart som beskrevs av Johann Christoph Friedrich Klug 1834. Hydroporus humilis ingår i släktet Hydroporus och familjen dykare. Inga underarter finns listade i Catalogue of Life.